# New Castle (Colorado)
New Castle és una població dels Estats Units a l'estat de Colorado. Segons el cens del 2008 tenia 3.796 habitants.

## Demografia
Segons el cens del 2000, New Castle tenia 1.984 habitants, 705 habitatges, i 537 famílies. La densitat de població era de 328,8 habitants per km².
Dels 705 habitatges en un 48,8% hi vivien nens de menys de 18 anys, en un 64,7% hi vivien parelles casades, en un 8,1% dones solteres, i en un 23,7% no eren unitats familiars. En el 16,7% dels habitatges hi vivien persones soles el 2% de les quals corresponia a persones de 65 anys o més que vivien soles. El nombre mitjà de persones vivint en cada habitatge era de 2,81 i el nombre mitjà de persones que vivien en cada família era de 3,18.
Per edats la població es repartia de la següent manera: un 31,9% tenia menys de 18 anys, un 9,5% entre 18 i 24, un 38,9% entre 25 i 44, un 16,4% de 45 a 60 i un 3,4% 65 anys o més.
L'edat mediana era de 30 anys. Per cada 100 dones de 18 o més anys hi havia 99,6 homes.
La renda mediana per habitatge era de 55.000 $ i la renda mediana per família de 58.889 $. Els homes tenien una renda mediana de 39.597 $ mentre que les dones 27.933 $. La renda per capita de la població era de 21.356 $. Entorn del 2,9% de les famílies i el 4,4% de la població estaven per davall del llindar de pobresa.

## Poblacions més properes
El següent diagrama mostra les poblacions més properes.